# Áed Sláine
Áed mac Diarmato (m. 604), llamado Áed Sláine (Áed de Slane), era hijo de Diarmait mac Cerbaill. Según la leyenda, San Columba profetizó su muerte. Sus descendientes, los Síl nÁedo Sláine—la semilla de Áed de Slane—fueron prominentes en los siglos VII y VIII.

## Orígenes
Se dice que era hijoa de Mugain Mór, quizás un evemerismo de una diosa de la soberanía de Munster. Este Mugain sería la hija de Conchrad mac Duach, rey de Osraige. El matrimonio entre Mugain y Diarmait era estéril, y Mugain fue humillada por la esposa principal de Diarmait hasta que bebe agua bendita de manos de Finnian de Moville, tras lo que da a luz a un cordero, a un salmón, y finalmente a Áed. 
Finnian profetizó que Áed superaría a sus hermanos y más reyes vendrían de él que de los hijos de otros. Esta profecía puede datar al periodo antes de que 750, cuando los Síl nÁedo Sláine eran dominantes, después de qué los descendientes del hermano de Áed, Colmán Már—Clann Cholmáin—fueran claramente el grupo más importante descendido de Diarmait mac Cerbaill. Un tercer hermano de Áed, Colmán Bec, fue también ancestro de los menos importantes Caílle Follamain. Las muchas leyendas que rodean a su padre nombran otros hermanos de Áed, pero su existencia histórica es incierta.
Áed y su raza fue considerada por historias y genealogías más tardías como parte de las ramas meridionales de los Uí Néill parentela, pero esto pudo haber sido una adición más tardía para incluir a los descendientes de Diarmait mac Cerbaill, supuesto bisnieto de Niall de los Nueve Rehenes, entre las filas de los Uí Néill. Las otras ramas de los Uí Néill, Cenél Conaill y el Cenél nEógain, y las menores Cenél Lóegairi, Cenél Maine, Cenél nÉndai, Cenél Coirpri y Cenél Fiachach, trazan su ascendencia a los hijos de Niall.

## Vida
Comparado con su padre y sus hijos, relativamente poco se dice de Áed, bien en los anales irlandeses o en otras fuentes como hagiografía o verso heroico.
Adomnán recuenta la profecía de Columba en su Vida de St Columba. Columba dijo que Áed sería tan grande como su padre—Adomnán llama a Diarmait rey de Irlanda—solo si evitaba el parricidio. Si mataba a cualquier familiar sería rey solo de su gente y por breve tiempo.
Según algunas listas de reyes posteriores, Áed fue conjuntamente Rey Supremo de Irlanda con Colmán Rímid del Cenél nEógain después de la muerte de Áed mac Ainmuirech en 598. Áed mac Ainmuirech murió en batalla cerca de Baltinglass, Condado de Wicklow, luchando contra Brandub mac Echach, Rey de Leinster. 
Para distinguirle de aquel Áed, Áed mac Diarmato recibió su cognomen, "Áed de Slane", en referencia al Cerro de Slane, un sitio prehistórico cerca deTara, dentro de sus tierras. Algunas fuentes omiten a Áed en la lista de reyes, incluyendo el Baile Chuind Chétchathaig, un trabajo de propaganda dinástica compilada en el reinado del nieto de Áed, Fínsnechta Fledach. Se cree que su omisión de este puede ser un error de transcripción.
En 600 Áed ordenó matar a sobrino, Suibne mac Colmáin Már, "traicioneramente" dice Adomnán. Según Marianus Scotus, Suibne, más que Áed y Colmán Rímid, había sido Rey Supremo. En 604 tanto Áed como Colmán Rímid murieron violentamente. Colmán fue asesinado por un familiar y Conall Guthbinn, hijo de Suibne, asesinó a Áed. Esto puede haber pasado en batalla y Áed puede haber sido aliado con los Uí Failgi, vecinos de Conall. Áed y Colmán Rímid fueron sucedidos por Áed Uaridnach.
Áed tuvo al menos seis hijos, incluyendo Diarmait y Blathmac, y una hija llamada Rontud. Entre sus nietos están Fínsnechta Fledach, Sechnassach y Cenn Fáelad. El nombre de su mujer está grabado como Eithne.